# گرابووو پارخووسکیه
گرابووو پارخووسکیه (به لهستانی:  Grabowo Parchowskie) یک روستا در لهستان است که در گمینا پارخووو واقع شده‌است. گرابووو پارخووسکیه ۶٫۱۳ کیلومتر مربع مساحت و ۳۶ نفر جمعیت دارد.